# José Luis Martínez Bazán
José Luis Martínez Bazán (né le 11 février 1942 et mort le 21 juillet 2015) est un arbitre uruguayen de football. Il débute en 1973, devient arbitre international en 1975 et arrête en 1988.

## Carrière
Il officie dans des compétitions majeures : 
- Coupe du monde de football des moins de 20 ans 1981 (2 matchs)
- Coupe du monde de football des moins de 20 ans 1983 (2 matchs)
- Copa América 1983 (1 match)
- Coupe du monde de football de 1986 (1 match)
- Coupe intercontinentale 1986